# Droit des sociétés
 (juillet 2011).
Pour un article plus général, voir Droit des affaires.
Le droit des sociétés est la branche du droit privé qui étudie les sociétés civiles et commerciales. Les règles du droit des sociétés prévoient l'ensemble des dispositions nécessaires à la création, au fonctionnement ainsi qu'à l'éventuelle liquidation de la société. Également, cette branche du droit s'intéresse aux relations entre les différentes parties prenantes de la société — actionnaires, dirigeants et administrateurs notamment —, ainsi qu'aux relations que la société entretient avec les tiers.

## France
Le droit des sociétés peut être considéré comme l'ensemble des règles de droit qui régissent la vie des sociétés de leur naissance (on parle de création) à la mort (liquidation), en passant par d'autres étapes telles que l'augmentation de capital, la fusion avec une autre société, etc.
Il s'applique aussi bien aux sociétés commerciales (exemples : société anonyme, société par actions simplifiée, société à responsabilité limitée) qu'aux sociétés civiles (exemples : société civile professionnelle, cabinet d'avocats associés).

## Belgique
Le droit belge des sociétés est l'étude juridique des sociétés commerciales. Ce sont des sociétés constituées par un contrat aux termes duquel deux ou plusieurs personnes mettent quelque chose en commun, pour exercer une ou plusieurs activités déterminées et dans le but de procurer aux associés un bénéfice patrimonial direct ou indirect (art. 1er du Code des Sociétés).
Les sociétés commerciales dotées de la personnalité juridique sont : 
- Les sociétés anonymes (SA)
- Les sociétés européennes (SE)
- Les sociétés en commandite par actions (SCA)
- Les sociétés privées à responsabilité limitée ou sociétés de personnes à responsabilité limitée (SPRL)
- Les sociétés privées à responsabilité limitée unipersonnelle  (SPRLU)
- Les sociétés coopératives à responsabilité limitée (SCRL) ou à responsabilité illimitée (SCRI)
- Les sociétés en nom collectif (SNC)
- Les sociétés en commandite simple (SCS)
- Les Groupements d'intérêt économique (GIE)

Les sociétés commerciales sont reprises dans le registre de Banque-Carrefour des Entreprises. Elles sont soumises à l'impôt des sociétés (Isoc).
Il existe de nombreuses aides à la création d'entreprises.
Pour l'accès au Code (belge) des Sociétés : Code des Sociétés ("CDS").

## Québec
À la suite de la refonte du système de droit privé opérée par l'adoption du Code civil du Québec en 1994, seules quatre types de sociétés sont désormais reconnues. Il s'agit de la société en nom collectif, la société en commandite, la société en participation et la société par actions. Les anciennes société civile ou commerciale et société anonyme du Code civil du Bas-Canada ont été remplacées, par, respectivement, la société en nom collectif et la société en participation au moment de la Réforme.

### Société contractuelle (ou de personnes)
La société en nom collectif, la société en commandite et la société en participation sont des sociétés créées par un contrat de société. Ce contrat est celui « par lequel les parties conviennent, dans un esprit de collaboration, d'exercer une activité, incluant celle d'exploiter une entreprise, d'y contribuer par la mise en commun de biens, de connaissances ou d'activités et de partager entre elles les bénéfices pécuniaires qui en résultent ». Ces sociétés, dites sociétés de personnes ou sociétés contractuelles, ne nécessitent pas d'autorisation administrative pour exister. Elles n'ont pas de personnalité juridique distincte de leurs membres.
La société en nom collectif est de loin la plus courante des trois. Le Code régit les règles de cette dernière avec beaucoup plus de détails. De plus, ses dispositions sont supplétives en cas d'absence de provisions pour gouverner la société en commandite ou la société en participation.
La Société en nom collectif à responsabilité limitée est une forme de société en nom collectif qui doit également satisfaire à une série d'exigences du Code des professions. Ce groupement est couramment utilisé par les membres d'ordres professionnels qui désirent pratiquer ensemble, notamment par les avocats.

### Société par actions
La quatrième reconnue par le Code civil du Québec est la société par actions. Généralement, elle est régie par la Loi sur les sociétés par actions québécoise ou la Loi canadienne sur les sociétés par actions, étant donné que les provinces et l'État fédéral ont une compétence législative partagée en matière de sociétés par actions. Toutefois, les sociétés par actions demeurent régies, à titre supplétif, par le Code civil du Québec.

## OHADA - Organisation pour l'Harmonisation en Afrique du Droit des Affaires
L’Acte uniforme relatif au droit des sociétés commerciales et du groupement d'intérêt économique (AUSCGIE) du 30 janvier 2014, qui se substitue au texte initial du 17 avril 1997, introduit de nombreuses innovations dans la constitution et la vie des sociétés commerciales dans l’espace géographique de l’OHADA.
La première partie du texte énonce des dispositions générales, communes à toutes les formes de sociétés commerciales : règles de constitution et de fonctionnement, responsabilité des dirigeants, liens de droit entre sociétés, transformation, fusion, scission, apports partiels d’actifs, dissolution, liquidation, nullité de la société et des actes sociaux, formalités diverses et règles de publicité. Outre les importantes clarifications apportées, le nouvel AUSCGIE consacre les conventions extrastatutaires, devenues d’usage courant dans la vie des affaires, de même qu’il prévoit la nomination d’un administrateur provisoire, en cas de crise entre associés rendant impossible le fonctionnement normal de la société.
La deuxième partie règlemente les diverses formes de sociétés commerciales : société en nom collectif (SNC), société en commandite simple (SCS), société à responsabilité limitée (SARL), société anonyme (SA), Société en participation, société de fait, groupement d’intérêt économique (GIE) et, innovation majeure, société par actions simplifiée (SAS). Le nouveau texte introduit également d’importantes dispositions de droit boursier, de même qu’il améliore le traitement des conventions réglementées afin de renforcer la transparence et le contrôle, mais aussi améliorer la gouvernance des sociétés. Par ailleurs, la possibilité pour les actionnaires et les administrateurs de participer par visioconférence aux réunions de l’assemblée générale ou du conseil d'administration est instituée.
La troisième partie édicte, enfin, des incriminations relatives à la constitution, à la vie, à la dissolution et à la liquidation des sociétés commerciales, étant précisé que les sanctions afférentes aux infractions ainsi prévues doivent être précisées par la loi nationale de chaque État Partie.